# Classe Lindormen
La classe Lindormen est une classe de mouilleurs de mines construite pour la Marine danoise. La classe Lindormen est actuellement en service dans la Marine estonienne.

## Historique
La classe se compose de deux navires: le KDM Lindormen (N43) et le KDM Lossen (N44). L'achat des navires est approuvé dans le cadre du projet de loi de défense de 1973. Les navires sont construits par Svendborg Skibsværft en 1977 et mis en service le 14 juin 1978. L'un des navires sert alors de navire de commandement et de soutien au STANAVFORCHAN. Les deux navires sont retirés du service par la marine danoise le 22 octobre 2004 et vendus à l'Estonie en 2006. Ils sont rebaptisés EML Tasuja et EML Wambola (en) et rejoignent plus tard le Groupe permanent de lutte contre les mines de l'OTAN 1. Le Wambola est maintenu en réserve jusqu'à ce qu'il remplace le Tasuja dans ses missions au profit de la marine estonienne en 2016,.

## Conception
Les navires ont une coque en acier et ont été conçus à l'origine pour poser des champs de mines contrôlés, bien qu'ils soient plus tard utilisés comme navires de soutien. Les navires étaient initialement propulsés par deux moteurs diesel Frichs de 800 chevaux avec deux hélices réglables. Ils ont ensuite été remplacés par deux moteurs diesel MTU, fournissant une puissance totale de 1600 kW. Les navires étaient initialement armés de deux canons Oerlikon de 20 mm, un à l'avant et un à l'arrière. En 1985, un autre canon de 20 mm a été ajouté. En 1997, une paire de lanceurs FIM-92 Stinger a également été ajoutée. Les armes ont été retirées lorsque les navires ont été vendus à l'Estonie. 
La marine estonienne a ensuite équipé les navires de mitrailleuses M2 Browning. Ils sont également équipés de deux radars de navigation en bande I, de deux grues (une de 2 tonnes à l'avant et une de 2,8 tonnes à l'arrière) et de deux annexes. Les navires ont un grand pont de mines, suffisant pour transporter 50 à 60 mines navales, ce pont peut également être utilisé pour le soutien à la plongée, la formation ou le commandement,.